# (85320) Bertram
Pour les articles homonymes, voir Bertram.
(85320) Bertram est un astéroïde de la ceinture principale.

## Description
(85320) Bertram est un astéroïde de la ceinture principale. Il fut découvert le 4 mars 1995 à Tautenburg par Freimut Börngen. Il présente une orbite caractérisée par un demi-grand axe de 2,65 UA, une excentricité de 0,20 et une inclinaison de 5,0° par rapport à l'écliptique.

## Compléments